# Musée Valentin-Haüy
Musée Valentin-Haüy (Muzeum Valentina Haüye) je muzeum v Paříži. Nachází se v 7. obvodu v ulici Rue Duroc. Muzeum pojmenované na počest učitele Valentina Haüye (1745–1822) se specializuje na dějiny slepoty a především na přístup slepců k výuce, kultuře a naopak přístup společnosti k nim.

## Historie
Myšlenka vystavit veřejnosti přístroje a dokumenty týkající se didaktiky nevidomých se objevila na světové výstavě 1878. Edgard Guilbeau a Maurice de La Sizeranne, učitelé v Národním ústavu pro slepou mládež v Paříži se rozhodli vytvořit stálou expozici, která by pokračovala i po skončení světové výstavy. Muzeum bylo otevřeno 1. května 1886 a pojmenováno na počest Valentina Haüye, který v roce 1785 otevřel vůbec první školu pro nevidomé děti. Sbírky byly umístěny v pronajatém bytě v ulici Rue Rousselet č. 22 v 7. obvodu nedaleko školy. V následujícím roce se muzeum přesunulo na adresu Rue Bertrand č. 14. Když Maurice de La Sizeranne založil v roce 1889 Association Valentin-Haüy, začlenil do ní i muzeum. Sdružení se v roce 1907 usídlilo v současné budově na rohu Rue Duroc a Rue du Général-Bertrand.

## Sbírky
Muzeum vystavuje vzácné knihy tištěné braillovým písmem, glóbusy, mapy, kalkulačky, psací stroje pro braillovo písmo, společenské hry a další díla průkopníků emancipace nevidomých, tj. učební pomůcky Valentina Haüye, sonografie Charlese Barbera a původní práce Louise Brailla.